# Západočeská energetika
Západočeská energetika (v předchozím období též Západočeský elektrářský svaz, Západočeské elektrárny, Západočeské energetické závody) byla společnost, která pod různými názvy a právními formami podnikala od roku 1919 v Západních čechách v oblasti výroby, distribuce a prodeje elektrické energie. Zanikla formálně v roce 2007 sloučením do společnosti ČEZ.

## Historie podniku a jeho forem

### 1919-1926 Západočeský elektrářský svaz
Svaz byl založen ustavující valnou hromadou 19. února 1919. Členy ZES tvořilo 12 zastupitelstev západočeských okresů a 18 jednotlivých obcí. 
Základní kapitál ZES Plzeň činil 172 000 Kč. 
V roce 1920 koupil ZES Plzeň vodní elektrárnu v Darové s trafostanicí. V roce 2021 se staly členem sdružení ČSR, země Česká a okres Plzeň, každý s úpisem 500.000 Kč. Do roku 2024 postavil ZES 403 km vedení a připojil 91 obcí se 77979 obyvateli.
19. září 1925 byla podepsána fúze s nově založenou společností Západočeské elektrárny, a. s., Plzeň. Výmaz ZES Plzeň z firemního rejstříku byl proveden 23. prosince 1926.

### 1925-1949 Západočeské elektrárny
Zakladatelem ZČE a. s. byl Západočeský elektrářský svaz, s. r. o., Plzeň. Původní akciový kapitál činil 12 100 000,- Kč. Společnost zahájila svou činnost 22. srpna 1925.
V roce 1928 zahájily ZČE stavbu Přečerpávací vodní elektrárny Černé jezero na Šumavě. Kapitál společnosti byl postupně navyšován, v roce 1929 už na 40 milionů, v roce 1938 62 milionů Kč. Ve třicátých letech byla vystavěna další elektrárna Vydra a propojovací vedení přes Klatovy, Plzeň až do Hrádku u Rokycan.
Během protektorátu byla část majetku (elektrárna na Černém jezeře a vedení) na odstoupeném území prodána společnosti Oberpfalzwerke A. G. für Elektrizitätsversorgung Regensburg. V řídících rolích společnosti bylo také větší zastoupení Němců. 19. září 1945 byla na ZČE uvalena národní správa a v roce 1946 bylo do nově zřízeného národního podniku Západočeské elektrárny sloučeno včetně ZČE 284 západočeských elektrárenských společností i drobnějších elektroinstalačních podniků.

### 1949-1960 Energetické rozvodné závody Plzeň, n. p.
V souvislosti s novým krajským uspořádánm vznikly 1. ledna 1950 Plzeňské rozvodné závody (RPZ) a Karlovarské energetické rozvodné závody (RKV), které nahradily tehdejší ZČE pro kraj Plzeňský a Karlovarský. Podnik byl rozčleněn na okresní zprávy (OKS), které zastřešovaly provoz sítí NN a VN, provoz distribučních trafostanic, údržbu a opravy zařízení, odbytovou činnost a inkaso odběratelů (např. OKS Plzeň, OKS Přeštice, OKS Karlovy Vary atd.).

### 1961-1993 Západočeské energetické závody n.p. Plzeň
Po sloučení obou krajů do Západočeského kraje byl k 1. 1. 1961 zřízen podnik Západočeské energetické závody n.p. Plzeň. Od roku 1971 fungovaly všechny krajské energetické podniky pod koncernem České energetické závody. V tomto období byly vybudovány mimo jiné tři uzlové VVN rozvodny napájející Plzeňský a Karlovarský kraj: Rozvodna Přeštice, Rozvodna Chrást a Rozvodna Vítkov.
V roce 1990 byla změněna forma a název podniku na státní podnik Západočeské energetické závody.

### 1993-2007 Západočeská energetika, a.s.
Akciovou společnost založil Fond národního majetku 14.12.1993. Základní jmění ve výši 1.605.615.000 Kč tvořil hmotný a další majetek státního podniku Západočeské energetické závody v Plzni.
Do roku 2002 byly akcie ZČE součástí burzovního indexu PX 50. V roce 2003 se Západočeská energetika stala součástí energetické Skupiny ČEZ. Formálně byla ZČE jako samostatný subjekt z obchodního rejstříku vymazána 1. října 2007.